# Zvonko Kovač
Zvonko Kovač, literarni zgodovinar, hrvaški slovenist in južnoslavist, * 1. junij 1951, Donja Dubrava, je redni profesor na Oddelku za južnoslovanske jezike in književnosti, Filozofske fakultete v Zagrebu. 

## Življenje in delo
Po osnovni šoli v Donji Dubravi je s šolanjem nadaljeval na gimnaziji v Čakovcu, zatem pa se je vpisal na študij slavistike in filozofije na Filozofsko fakulteto v Zagrebu, kjer je diplomiral leta 1975. Eno leto je bil učitelj hrvaškega jezika in književnosti na Dunaju, v študijskem letu 1976/77 pa je postal asistent na Oddelku za jugoslavistiko Filozofske fakultete v Zagrebu. S podiplomskim študijem književnosti je nadaljeval na isti fakulteti in magistriral na temo interpretacije eseja (Rasto Petrović in Tin Ujević v komparaciji). Leta 1987 je na zagrebški FF doktoriral z disertacijo Poetika Miloša Crnjanskog – strukturalno-semantički aspekti in postal docent. Na Univerzi v Göttingenu je bival nekaj let kot štipendist nemškega sklada Alexander von Humboldt in na lektoratu hrvaščine predaval hrvaški jezik, hrvaško, bosansko in srbsko književnost. Nekaj let je predaval tudi tujim slavistom na poletnih seminarji v Dubrovniku in Zadru. Leta 2001 je postal redni profesor s področja južnoslovanske filologije, zgodovine književnosti in literarne teorije. 1996. leta je prevzel skrb za razvoj slovenistike na zagrebški Filozofski fakulteti in na Univerzi v Ljubljani, na Univerzi v Mariboru in na Univerzi v Kopru sodeloval pri znanstvenih projektih, predavanjih in seminarjih. 
V času, ko sta se slovenski jezik in književnost v Zagrebu postopoma razvijala v štiriletni in v petletni študij, je predaval na doktorskem študiju v Zagrebu in na podiplomskem študiju v Ljubljani in Mariboru. Zaslužen je za kadrovsko okrepitev zagrebške slovenistike: ob lektorici slovenskega jezika se je odprlo mesto lektorja iz Slovenije, katedra za slovenski jezik in književnost pa ima še mesta profesorice, docentke in asistentke. Novejšo in sodobno slovensko književnost pomaga predavati tudi Zvonko Kovač, saj je interes za slovenistiko največji med južnoslovanskimi filologijami. Na novem zagrebškem študiju južne slavistike je od leta 1998 pri njem na teme južnoslovanskih književnosti in kultur magistriralo šestnajst in doktoriralo 11 študentov, iz slovenske književnosti pa je diplomiralo 20 in doktoriralo troje študentov.
Spodbudil in soorganiziral je štiri slovensko-hrvaška slavistična srečanja, slovenski slavistični kongresi v Zagrebu in simpozij o poeziji Tomaža Šalamuna v Kopru in Zagrebu, iz katerih je nastalo šest znanstvenih zbornikov. S slovenistiko se je začel ukvarjati z Jožetom Pogačnikom v osemdesetih letih 20. stoletja. V okviru bolonjske reforme je ustanovil Katedro za primerjalno zgodovino južnoslovanskih jezikov in književnosti. Leta 2016 je prejel Pretnarjevo nagrado ambasadorja slovenske kulture. 
Zvonko Kovač je na Oddelku za južnoslovanske jezike in književnosti na Filozofski fakulteti v Zagrebu vodja Katedre za primerjalno zgodovino južnoslovanskih književnosti in predava interkulturno južnoslovansko književnost, metodologijo primerjalne zgodovine književnosti, bosansko in medkulturno južnoslovansko književnost ter novejšo slovensko književnost. Kot gostujoči profesor je predaval na tujih univerzah v Ljubljani, Bratislavi, Gradcu, Hamburgu, Poznanju, Novem Sadu, Göttingenu, Mariboru, Sofiji, Kopru in drugod. Ukvarja se s problemom interpretacije književnosti in metodološkimi vprašanji primerjalne in medkulturne zgodovine slovanskih književnosti. 
Objavil je vrsto literarnozgodovinskih in literarnokritičnih del, med katerimi je nekaj prevedenih v slovenski, nemški, poljski in slovaški jezik; nekatere je v slovenščini in nemščini napisal sam. Aktiven je v različnih strokovnih organizacijah: je član Hrvaškega filološkega društva, Slavističnega društva Slovenije, v preteklosti je bil član upravnega odbora Kluba hrvaških humboldtovcev. 2016 je prejel Pretnarjevo nagrado in s tem naziv ambasador slovenske književnosti in jezika. Objavil je tudi sedem knjig poezije.  

## Izbrana bibliografija

### Knjige
- Interpretacijski kontekst. Rijeka: Izdavački centar Rijeka, 1987. (COBISS)
- Kritika knjigoslovlja i druge kritike. Osijek: Revija: Radničko sveučilište »Božidar Maslarić«, 1987. (COBISS)
- Poetika Miloša Crnjanskog: strukturalno-semantički aspekti. Zagreb, 1987. (COBISS)
- Poredbena i/ili interkulturna povijest književnosti.  Zagreb: Hrvatsko filološko društvo, 2001. (COBISS)
- Međuknjiževna tumačenja. Zagreb: Hrvatsko filološko društvo, 2005. (COBISS)
- Raznoliko pjesništvo. Zagreb: Društvo hrvatskih književnika, 2009.
- Domovinski eseji. Čakovec: Biblioteka Insula, 2009.
- Međuknjiževne rasprave. Beograd: Službeni glasnik, 2011.
- Poetika Miloša Crnjanskog. Beograd: Službeni glasnik, 2012. (druga izdaja)
- Interkulturne studije i eseji.  Zagreb: FF-press, 2016.
- Međujezična razlaganja. Čakovec: Biblioteka Insula, 2018.

### Članki
- »Seobe« Miloša Crnjanskog. Umjetnost riječi (1988). 55–71. (COBISS)
- »Stražilovo« Miloša Crnjanskoga, na podlozi putopisa. Republika 1–2 (1988). 76–86. (COBISS)
- Čudnovati postupak. Quorum 5–6 (1990). 340–346. (COBISS)
- Oskar Davičo (1909–1989): život između legende i osporavanja ostavio nam je književnost nepotkupljiva odraza vremena, njegove podsvijesti. Danas (1990). 40–41. (COBISS)
- Pozicija pjesnika. Quorum 5–6 (1990). 334–339. (COBISS)
- Göttingenske elegije. Naši razgledi 12 (1992). 93–105. (COBISS)
- Poezija Vladane Desnice: pokušaji intertekstualne analize. Republika 11/12 (1998). 93–105. (COBISS)
- Pripovedno pesništvo Stanka Vraza. Romantična pesnitev. Obdobja  19, Metode in zvrsti. Ljubljana: Filozofska fakulteta, Oddelek za slovanske jezike in književnosti, 2000. 33. (COBISS)
- Secesija v hrvaški kajkavski poeziji. Slavistična revija 1 (jan.–mar. 2000). [27]–39.  (COBISS)
- Vatroslav Jagić i slavenska književna komparativistika. Ljubljana: Center za slovenščino kot drugi/tuji jezik pri Oddelku za slovanske jezike in književnosti Filozofske fakultete Univerze v Ljubljani, 2002. (COBISS)
- Pogačnikova regionalna komparatistika. Literarni izzivi (2003). 130–147. (COBISS)
- Slovenska ljubezenska kratka pripoved skozi obdobja v novejši književnosti. Slovenska kratka pripovedna proza. Ljubljana: Center za slovenščino kot drugi/tuji jezik pri Oddelku za slovenistiko Filozofske fakultete, 2004. Obdobja 23, Metode in zvrsti. 19. (COBISS)
- Slovenistika na zagrebačkom sveučilištu: (s posebnim naglaskom na udio Slovenaca). Ustvarjalci dveh kultur. Ljubljana: Narodna in univerzitetna knjižnica; Zagreb: Nacionalna i sveučilišna knjižica, 2006. 19–27. (COBISS)

### Pesmi
- Courbette, 1973. (COBISS)
- Korelacije, 1982. (COBISS)
- Slutim sretnu ruku, 1988. (COBISS)
- Vrnul se buom, 2001. (COBISS)
- Goetingenske elegije, 2001. (COBISS)
- Co, kaj? (u suautorstvu s Joškom Božanićem). Zagreb: Kajkavsko spravišče, 2009.
- Zvon u kiši. Čakovec: Insula, 2015.